# David Perdue
David Alfred Perdue, Jr. (Macon (Georgia), 10 de diciembre de 1949) es un hombre de negocios y político estadounidense. Fue senador del estado de Georgia. Fue elegido en las elecciones legislativas del 2014. Ganó la candidatura republicana y derrotó a Michelle Nunn el 4 de noviembre de 2014. Asumió el cargo el 3 de enero de 2015. En 2021 perdió su reelección frente a Jon Ossoff.
El 6 de diciembre de 2021 anunció su candidatura a Gobernador de Georgia.
Es primo hermano de Sonny Perdue, exgobernador de Georgia y actual secretario de Agricultura.